# Supercoppa Serie C 2023
La Supercoppa Serie C 2023 è stata la 23ª edizione della Supercoppa Serie C. Il torneo è un triangolare a cui partecipano le vincitrici dei tre gironi della Serie C 2022-2023. Il torneo è stato vinto dal Catanzaro, alla sua prima affermazione.

## Squadre partecipanti
Le squadre partecipanti all'edizione 2023 sono:
- Feralpisalò Vincitore del girone A di Serie C 2022-2023
- Reggiana Vincitore del girone B di Serie C 2022-2023
- Catanzaro Vincitore del girone C di Serie C 2022-2023

## Formula
Questa edizione prevede le seguenti regole:
- 1ª giornata: la squadra che riposa nella prima giornata viene decisa da un sorteggio, e dallo stesso viene sorteggiata la prima squadra destinata a giocare in trasferta.
- 2ª giornata: alla seconda giornata si affrontano la squadra che ha riposato e quella che perde la prima gara o, in caso di pareggio, quella che ha giocato la prima gara in casa.
- 3ª giornata: si affrontano le due squadre non incontratesi nelle due giornate precedenti.

La squadra che si piazza al primo posto viene designata vincitrice del trofeo. In caso di arrivo a pari punti, valgono le seguenti regole:
1. differenza reti nelle gare del girone di Supercoppa;
2. maggior numero di reti segnate nelle gare del girone di Supercoppa;
3. maggior numero di reti segnate nelle gare esterne del girone di Supercoppa;
4. sorteggio.

## Incontri
| Arbitro: | Sfira (Pordenone) |

|                                 |           |           |
| Tonetto 56’ (aut.) Iemmello 65’ | Marcatori | 54’ Butić |

| Arbitro: | Centi (Terni) |

|                                           |           |                  |
| Pittarello 9’ Zennaro 15’ Siligardi 90+3’ | Marcatori | 57’ Guglielmotti |

| Arbitro: | Cherchi (Carbonia) |

|                            |           |                         |
| Pellegrini 32’ Rosafio 58’ | Marcatori | 20’ Biasci 29’ Iemmello |

## Classifica
| Squadra     | P.ti | G | V | N | P | GF | GS | DR |
| ----------- | ---- | - | - | - | - | -- | -- | -- |
| Catanzaro   | 4    | 2 | 1 | 1 | 0 | 4  | 3  | +1 |
| Feralpisalò | 3    | 2 | 1 | 0 | 1 | 4  | 3  | +1 |
| Reggiana    | 1    | 2 | 0 | 1 | 1 | 3  | 5  | -2 |